# Epinomeuta acutipennella
Epinomeuta acutipennella är en fjärilsart som beskrevs av Hans Rebel 1935. Epinomeuta acutipennella ingår i släktet Epinomeuta och familjen spinnmalar. Inga underarter finns listade i Catalogue of Life.